# Basilios Kodseie
Basilios Kodseie est le métropolite de l'archidiocèse orthodoxe antiochien d'Australie, de Nouvelle-Zélande et des Philippines. Il est né en 1976 à Lattaquié.